# Illice packardi
Illice packardi là một loài bướm đêm thuộc phân họ Arctiinae, họ Erebidae.